# Labeobarbus petitjeani
Labeobarbus petitjeani (Syn.: Barbus petitjeani) ist eine mittelgroße Barbenart aus Afrika.

## Systematik
Labeobarbus petitjeani gehört zu den hexaploiden Barbenarten Afrikas und kommt sympatrisch mit Labeobarbus bynni vor, die ebenfalls im Bafing und Niger River vorkommt. Man unterscheidet beide durch die Anzahl der Schuppen an der Seitenlinie und das Vorhandensein des Kinnlappens.

## Beschreibung
Die Lippen von Labeobarbus petitjeani besitzen keinen Kinnlappen. Der letzte Flossenstrahl der Rückenflosse ist bei größeren Exemplaren größer als der Kopf. Der Fisch ist grau bzw. fahlgrau gefärbt, die seitlichen Schuppen haben eine gelb-orange Färbung, während die Bauchunterseite weiß ist. Die Flossen sind rosa bis gelblich, nur die Rückenflosse ist dunkelgrau. Barbus petitjeani besitzt folgende Flossenformel: Dorsale 13, Anale 8. Im Allgemeinen wird B. petitjeani nicht größer als 20 Zentimeter. In Ausnahmefällen jedoch bis etwa 120 Zentimeter. Im Niger und Bafing Fluss erreicht die Spezies bis zu 20 Kilogramm Gewicht.

## Verbreitung und Lebensraum
Labeobarbus petitjeani ist in Westafrika verbreitet. Sie kommt in Senegal und Guinea in den Flüssen Bafing River und Niger River vor.

## Lebensweise
Über die Lebensweise von Labeobarbus petitjeani ist sehr wenig bekannt.

## Nutzen
Labeobarbus petitjeani ist wirtschaftlich von geringer Bedeutung.